# William T. Terwilliger & Company
William T. Terwilliger & Company war ein US-amerikanischer Hersteller von Automobilen.

## Unternehmensgeschichte
Die Brüder Terwilliger experimentierten ab 1897 an Dampfwagen. 1902 gründeten sie das Unternehmen in Amsterdam im US-Bundesstaat New York. Erst 1904 begannen Produktion und Vermarktung von Automobilen. Der Markenname lautete Empire, evtl. mit dem Zusatz Steam. Im gleichen Jahr endete die Produktion.
Es gab keine Verbindung zu Sterling Automobile & Engine Company und Empire Automobile Company, die ebenfalls Fahrzeuge als Empire vermarkteten.

## Fahrzeuge
Ein Dampfmotor mit zwei Zylindern war im Heck montiert. Er leistete 15 PS. Der Dampfkessel befand sich unter der vorderen Sitzbank. Das Fahrgestell hatte 221 cm Radstand. Der Aufbau war ein fünfsitziger Tonneau mit Hecktür. Der Neupreis betrug 2000 US-Dollar.